# Académica do Sal
No confundir con el Académico
El Académica do Sal es un equipo de fútbol de Cabo Verde que juega en campeonato regional de Sal, una de las ligas regionales que conforman el fútbol del país. Tiene su sede en la carretera de Palmeiras junto a la biblioteca municipal.

## Historia
Fue fundado en el año 1963 en la localidad de Espargos, en la isla de Sal con el nombre Associação Académica do Sal y han ganado el Campeonato caboverdiano de fútbol en una ocasión en 1993 al vencer en la final 4-3 en el marcador global a FC Boavista.
También han sido campeones de la liga regional en cinco ocasiones y finalista de la Copa Caboverdiana de Fútbol en una ocasión.
A nivel internacional han participado en un torneo continental, en la Copa Africana de Clubes Campeones 1994, en la cual fueron eliminados en la ronda preliminar por el Sonader de Mauritania.

## Jugadores

### Jugadores destacados
- Pú[4]

## Palmarés
- Campeonato caboverdiano de fútbol: 1

1993
- Copa Caboverdiana de Fútbol: 0
  - Finalista: 1

2007
- Campeonato regional de Sal: 6 listada[cita requerida]

1983-84, 1992-93, 1993-94, 1995-96, 2000-01, 2004-05
- Copa de Sal: 5

2005, 2007, 2008, 2011, 2017
- Torneo de Apertura de Sal: 2

2001/02, 2007

## Participación en competiciones de la CAF
| Temporada | Torneo                            | Ronda      | Club    | Casa | Visita | Global |
| --------- | --------------------------------- | ---------- | ------- | ---- | ------ | ------ |
| 1994      | Copa Africana de Clubes Campeones | Preliminar | Sonader | 0-0  | 0-2    | 0-2    |

## Otras secciones y filiales
Tiene un equipo de balonmano.